# Ladies of the Canyon
Ladies of the Canyon je třetí studiové album kanadské písničkářky Joni Mitchell. Vydáno bylo v březnu roku 1970 společností Reprise Records. Umístilo se na 27. příčce hitparády Billboard 200 a stalo se platinovým (RIAA). Název alba odkazuje k losangeleské oblasti Laurel Canyon. Deska byla nahrána ve studiu A&M Studios v Los Angeles. Producentkou alba byla sama Joni Mitchell, která je zároveň autorkou obalu.

## Seznam skladeb
1. Morning Morgantown – 3:12
2. For Free – 4:31
3. Conversation – 4:21
4. Ladies of the Canyon – 3:32
5. Willy – 3:00
6. The Arrangement – 3:32
7. Rainy Night House – 3:22
8. The Priest – 3:39
9. Blue Boy – 2:53
10. Big Yellow Taxi – 2:16
11. Woodstock – 5:25
12. The Circle Game – 4:50

## Obsazení
- Joni Mitchell – zpěv, kytara, klávesy
- Teresa Adams – violoncello
- Paul Horn – klarinet, flétna
- Jim Horn – barytonsaxofon
- Milt Holland – perkuse
- The Lookout Mountain United Downstairs Choir – sbor